# Белтрам, Даниэл
Даниэл Белтрам (англ. Daniel Beltrame; род. 28 декабря 1975, Аделаида) — австралийский футболист, вратарь.

## Клубная карьера
Первым полупрофессиональным клубом Белтрама стал «Кампбелтаун Сити», местная команда из его родного города. Австралиец играл там до 19 лет, а затем переехал в Новый Южный Уэльс и присоединился к клубу «Порт-Кембла». После двух сезонов Белтрам перешёл в «Вуллонгонг Вулвз» из Национальной футбольной лиги. В сезоне 2000/01 Белтрам выиграл с клубом клубный чемпионат Океании среди клубов.
В конце сезона 2000/01 Белтрам перешёл в «Ньюкасл Юнайтед» и на протяжении года был постоянным вратарём команды. В сезоне 2002/03 Белтрам был номинирован на лучшего вратаря года в Национальной футбольной лиге, несмотря на то, что пропустил в течение сезона несколько недель из-за травмы плеча. Затем он перешёл в «Парраматта Пауэр». В 2004 году Белтрам был заигран за клуб «Корримал Рейнджерс» из Нового Южного Уэльса. После появления Эй-лиги Белтрам получил возможность вернуться в своей родной город и подписал на два сезона контракт с «Аделаида Юнайтед». В сезоне 2005/06 Белтрам отыграл 14 из 24 матчей — по итогам сезона, команда выиграла первый сезон чемпионата.

## Достижения
«Аделаида Юнайтед»
- Эй-лига: 2005/06

«Вуллонгонг Вулвз»
- Национальная футбольная лига: 1999/00, 2000/01

## Клубная статистика
(обновлено на 22 марта 2011 года)
| Клуб               | Сезон           | Лига1 | Лига1 | Кубок | Кубок | Международный уровень 2 | Международный уровень 2 | Всего | Всего |
| Клуб               | Сезон           | Матчи | Голы  | Матчи | Голы  | Матчи                   | Голы                    | Матчи | Голы  |
| ------------------ | --------------- | ----- | ----- | ----- | ----- | ----------------------- | ----------------------- | ----- | ----- |
| «Аделаида Юнайтед» | Эй-лига 2005/06 | 14    | 0     | 3     | 0     | 0                       | 0                       | 17    | 0     |
| «Аделаида Юнайтед» | Эй-лига 2006/07 | 11    | 0     | 2     | 0     | 0                       | 0                       | 13    | 0     |
| «Аделаида Юнайтед» | Эй-лига 2007/08 | 5     | 0     | 0     | 0     | 0                       | 0                       | 5     | 0     |
| Всего              | Всего           | 30    | 0     | 5     | 0     | 0                       | 0                       | 35    | 0     |